# Burg Winterspüren
Die Burg Winterspüren, auch Schlossberg genannt, ist eine abgegangene Höhenburg auf 530 m ü. NHN im Flurbereich  „Schlossberg“, „Schlosshölzle“ 2200 Meter nordwestlich von Winterspüren, einem heutigen Stadtteil von Stockach und 400 Meter nordnordöstlich von Jettweiler im baden-württembergischen Landkreis Konstanz in Deutschland.
Vermutlich war die Burg Sitz der um 1100 genannten Edelfreien Herren von Winterspüren. Von der ehemaligen Burganlage sind keine Reste erhalten.